# بحيرة هزار

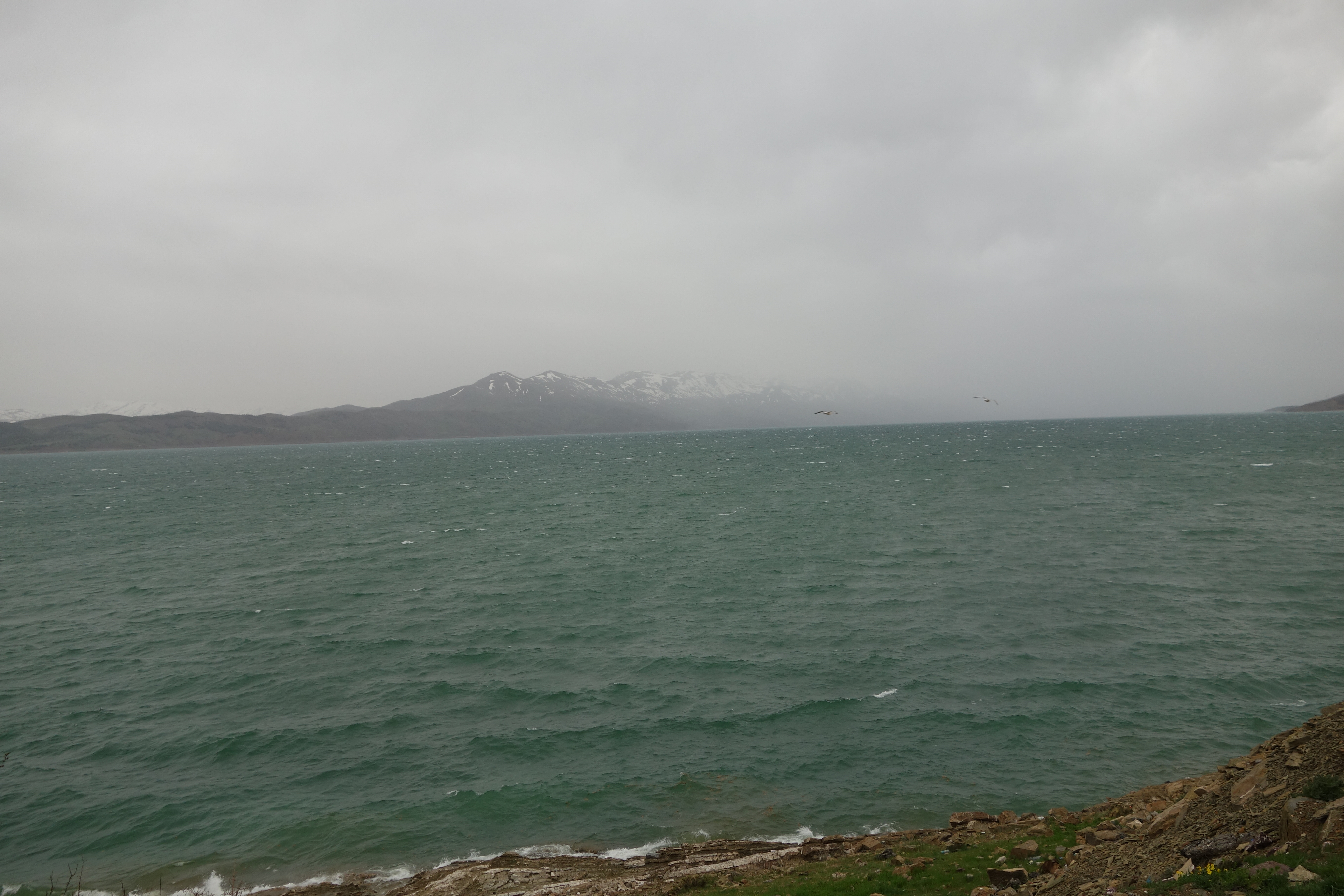
بحيرة هزار

بحيرة هزار هي بحيرة تنبع من جبال طوروس وتقع على بعد 22 كم جنوب شرق معمورة العزيز والتي تعتبر مصدر لنهر دجلة.